# 匪徒刑罰令
匪徒刑罰令（ひとけいばつれい）とは、日本統治時代の台湾において台湾総督府により1898年（明治31年）11月5日に発布（律令第24号）された、日本に反抗する「土匪」、「匪徒」を処罰するための刑罰法規（律令）である。

## 背景
日本による台湾の領有に対し、台湾人からは激しい抵抗が起きた。これに対し児玉源太郎総督（1898年2月26日着任）、後藤新平民政長官（1898年3月2日着任）は、近代的都市整備、鉄道、水道、電気事業等のインフラ整備を進め支配力を強化する一方、「土匪」に対する徹底的な弾圧で臨むべく、警察力の強化を図っていた。台湾の警察力は著しく拡大され、警察力は地方の隅々まで浸透し、警察の電話網も整備された。1898年8月31日には「保甲条例」が制定され、保甲制度が開始された。保甲制度とは、清朝統治時代から続いてきた制度であるが、日本による台湾統治の制度として活用され、元来住民の自治組織であったものが、警察官の指揮命令を受ける警察下部組織として、のちに行政補助機関として活用されたものである。この保甲制度によって警察の管轄下における連座制、相互監視、密告が制度化され、匪徒の鎮圧に大きな力となっていった。さらに児玉・後藤の総督府は、抵抗運動に対して徹底的な弾圧策をとった。そもそも児玉・後藤の基本方針は、台湾の実情を理由に「特別統治」の重要性を強調する「植民地主義」であった。「植民地主義」は、台湾を日本本国とは政治的および法制度上の別の統治領域とみなし、台湾の住民には本国人と異なる法および統治制度を適用すべしとする差別化の政策を意味する。本律令は、本国刑法に比べ苛酷な植民地統治の内実を象徴するものである。同じように本国刑法に比べ苛酷な刑罰律令の例として、「罰金及笞刑処分例」（明治37年律令第1号）がある。

## 本法令の概要
本法令は、一般の刑罰法規と異なり匪徒すなわち「土匪」、「匪徒」に限って処罰するものである。
「匪徒」の定義については、その目的が何たるかを問わず、暴行又は脅迫を以ってその目的を達するため多くの人数で結集したものとされた（第1条）。
刑罰の内容は極めて厳しいもので、匪徒の首魁（首謀者）及び教唆者、謀議参加者または指揮者は死刑に処せられ（同条第1号及び第2号）、附和随従した者又は雑役に服した者は有期徒刑又は重懲役（現在の刑罰で9年以上15年以下の有期拘禁刑）に処せられた（同条第3号）。第2条では、第1条第3号にしか当たらない者でも、以下の行為をした者が死刑に処せられるとされた。
1. 官吏、軍隊に対して抵抗したとき（第1号）
2. 放火により建造物、汽車、船舶、自動車、橋梁を焼損（本令では「焼燬」と記載されている）もしくは毀壊したとき（第2号）
3. 放火により竹木穀物又は屋外に積んである（本令では「露積」と記載されている）柴草（さいそう：ここでは焚き木という意味）その他の物件を焼損（第2号に同じ）したとき（第3号）
4. 鉄道又はその標識等を毀壊したときや往来の危険を生じさせたとき（第4号）
5. 電話機等の破壊その他の手段を用いて交通通信の妨害を生じさせたとき（第5号）
6. 人を殺傷し又は婦女を強姦したとき（第6号）
7. 人を略取し又は財産を掠奪したとき（第7号）

すなわち第2条各号の以上の行為に関わるものは、指導者たると部下たるを問わず全て死刑に処せられたのである。未遂犯も既遂犯と同等にみなされた（第3条）。兵器弾薬金銭等の支給や会合場所の提供等の幇助行為も死刑又は無期徒刑（現在の刑罰で無期拘禁刑）に処すとされた（第4条）。また以上の罪を犯した匪徒を蔵匿し、隠避し、又は匪徒の罪を免れさせようとすることを図ったときは附和随従者や雑役従事者（第1条第3号）と同様の刑が科された（第5条）。
このような極めて重い刑罰内容の反面、匪徒の自首を奨励しており、匪徒が自首した場合の大幅な減刑が定められており、完全な刑罰の免除も可能であった、ただし刑を免除された場合は代わりに5年以下の監視（旧刑法の付加刑の1つ）に付すとされていた（第6条）。厳罰をもって脅しをかけるだけでなく適用に大きな幅のある刑罰令であった。加えて、本令施行前の行為であっても遡って本令でもって適用するとも定めていた（第7条）。

## 本法令の適用の結果
1899年（明治31年）の公布以来翌年まで1年間での同法令の適用者は1023人を数えた。後藤が1898年3月に民政長官に就任してから1902年（明治35年）までの約5年間おける匪徒の処罰者は3万2000人にのぼり、この数字は当時の台湾の人口の1パーセントを超えている。